# Епихарка
Епихарка — деревня в Угличском районе Ярославской области России. 
В рамках организации местного самоуправления входит в Ильинское сельское поселение, в рамках административно-территориального устройства — в Ильинский сельский округ.

## География
Расположено на юго-востоке района, в 23 км к юго-востоку от города Углича. Высота над уровнем моря 194 м. 
Ближайшие населённые пункты — деревни Березники в 2,5 км западнее и Болшнево в 3,5 км на юг.

## Население
| 2007 | 2010 |
| ---- | ---- |
| 172  | ↘162 |

Население — 172 человека на 2009 год. Согласно результатам переписи 2002 года, в национальной структуре населения русские составляли 97 % от всех жителей.

## История
Ранее в этой деревне действовал Спасо-Преображенский женский монастырь, сейчас на его месте Дом-интернат для инвалидов и престарелых.